# Frein de sécurité
 (août 2017).

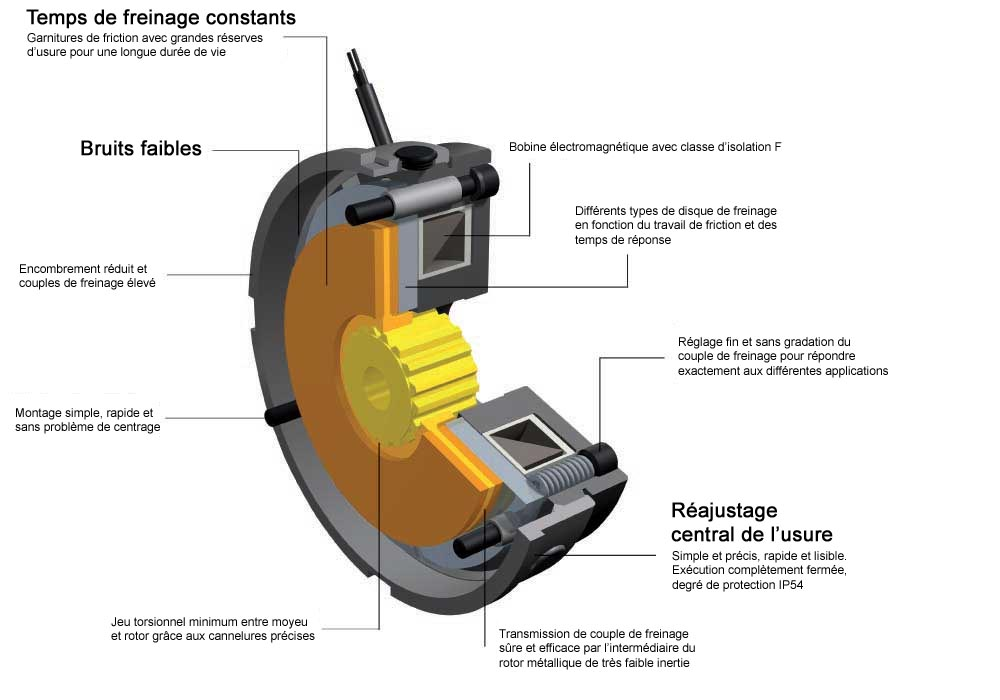
Structure détaillée du frein de sécurité

Les freins de sécurité sont utilisés pour stopper des charges en mouvement et les maintenir en position d’arrêt. Ces freins sont aussi appelés « frein à manque de courant » ou « à pression de ressort » (le couple est généré par des ressorts précontraints). Lors d’une coupure de courant - en cas de panne ou d’arrêt d’urgence – les freins de sécurité sont capables de stopper et maintenir une charge en position.

## Technologie

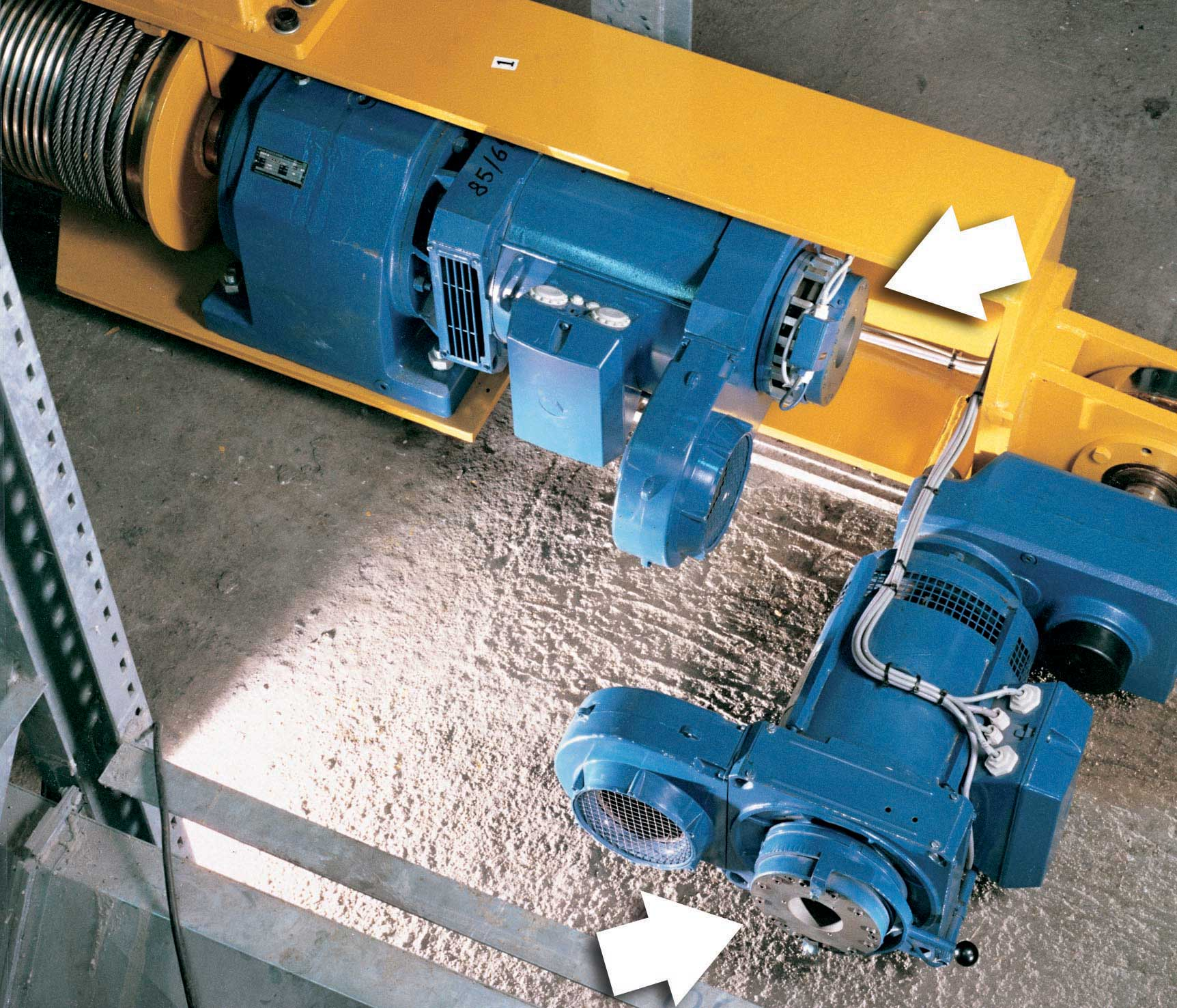
Exemple de montage d´un frein de sécurité

La technique la plus répandue est celle « à manque de courant ». On retrouve généralement ce type de produit en face B de moteurs, mais cette technique peut être déclinée sur toutes autres machines.
Le principe est le suivant :
- le frein est composé d’une bobine électromagnétique qui, lorsqu’elle est excitée sous un courant électrique, engendre un champ magnétique ;
- ce champ magnétique attire un disque de freinage contre la bobine : la rotation de l’arbre moteur est libre ;
- à la coupure de courant, l’attraction du champ magnétique diminue, le disque de freinage est mis sous pression par l’action des ressorts : l’arbre moteur est freiné.

## Types de freins

### Frein de positionnement
Autrefois, les freins de secours étaient utilisés pour réaliser des opérations de positionnement. Par contre, leur précision et leur sensibilité (à la température, à l’humidité, à l’usure…) ont contraint les constructeurs à développer des technologies plus fiables.
Les freins de positionnement permettent un grand nombre d’intervention avec beaucoup de précision. Les couples de freinage peuvent être réglés sensiblement pour s’adapter à tous types d’applications

### Frein de secours
Cette technologie permet de dissiper un travail de friction important. Ils sont utilisés en cas d’anomalie sur une installation, en cas de freinages d’urgence. Une application typique est le freinage d’urgence d’un moteur d’entraînement sur une scie circulaire : la lame doit être stoppée dans les plus brefs délais pour réduire le risque de blessure.

### Frein de maintien
Aujourd’hui, la majorité des freins mis en service sont des freins de maintien. En usage « normal », ce type de frein agit en statique, lorsque la rotation de l’arbre est proche de zéro. Bien que la fonction du frein soit de maintenir la charge en position, ils doivent aussi être conçus pour effectuer des freinages de secours et arrêter une masse en mouvement (panne de courant par exemple). Ces freins sont donc bien adaptés pour sécuriser des machines et prévenir les blessures corporelles.

### Sources
- (de) Herbert Wittel, Dieter Muhs, Dieter Jannasch et Joachim Voßiek, Roloff/Matek Maschinenelemente : Normung, Berechnung, Gestaltung - Lehrbuch und Tabellenbuch, Wiesbaden, Vieweg, 2007, 18e éd., 1050 p. (ISBN 978-3-8348-0262-0, lire en ligne)